# 日本山村硝子
日本山村硝子株式会社（にほんやまむらがらす、Nihon Yamamura Glass Co., Ltd.）は、 兵庫県尼崎市に本社を置くガラス製品・プラスチック製品（PETボトルやPETボトル用キャップなど）を製造する日本の企業。ガラスびんのシェアーでは約40%と国内トップ企業である。海外にも積極的に進出しておりフィリピン、インドネシア、中国にも現地法人がある。

## 沿革
- 1897年（明治30年）- 山村商店創業。当初はガラス原料を販売していた。
- 1910年（明治43年）- 山村硝子製造所設立。自社でガラスびんの生産を開始する。
- 1914年（大正3年）- 山村商店が山村製壜所に改称。山村硝子の前身にあたる。
- 1916年（大正5年）- 日本硝子工業設立。日本硝子の前身にあたる。
- 1933年（昭和8年）- 日本厚板硝子製造所を設立。
- 1936年（昭和11年）- 日本厚板硝子製造所での生産中止。
- 1938年（昭和13年）- 広島硝子設立に協力する。
- 1945年（昭和20年）- 西宮市の空襲により製壜所が全壊。
- 1946年（昭和21年）- 製壜所での生産を再開する。
- 1955年（昭和30年）- 製壜所が山村硝子株式会社に組織変更。
- 1960年（昭和35年）- プラスチック事業開始。
- 1961年（昭和36年）- 大阪証券取引所市場2部上場。
- 1962年（昭和37年）- 東京証券取引所市場2部上場。
- 1970年（昭和45年）- 東京・大阪証券取引所市場1部上場。
- 1972年（昭和47年）- リサイクリングへ取組み開始。
- 1987年（昭和62年）- ニューガラス研究所設立。
- 1989年（平成元年）- 広島硝子工業株式会社と合併。
- 1991年（平成3年）- サンミゲル山村アジア社設立。
- 1998年（平成10年）- 日本硝子株式会社と合併し、日本山村硝子株式会社に社名変更。
- 2000年（平成12年）- 社内カンパニー制を導入。
- 2009年（平成21年）- 本社を兵庫県西宮市から兵庫県尼崎市に移転すると同時に東京本社を新設し二本社体制にする。
- 2010年（平成22年）- 日本電気より日本電気真空硝子（現・山村フォトニクス株式会社）の全株式を取得。

## 事業所・工場
- 本社
  - 関西本社 - 兵庫県尼崎市西向島町15番1号
  - 東京本社 - 東京都新宿区西新宿6丁目14番1号　新宿グリーンタワービル20階

- ガラスびんカンパニー - 兵庫県尼崎市西向島町15番1号
  - 東京工場 - 神奈川県相模原市緑区大山町3-45
  - 埼玉工場 - 埼玉県熊谷市御稜威ケ原611-10
  - 播磨工場 - 兵庫県加古郡播磨町新島5

かつては尼崎、西宮、大阪（高槻）、群馬（館林）、川崎にも工場があった。ニューガラスカンパニー尼崎プラントはかつての尼崎工場。

- プラスチックカンパニー - 兵庫県尼崎市西向島町15番1号
  - 関西プラント - 兵庫県加古郡播磨町新島43－2
  - 宇都宮プラント - 栃木県宇都宮市清原工業団地18-1

かつては相模原にも工場があった。

- ニューガラスカンパニー - 兵庫県尼崎市西向島町111
  - 鳴尾浜プラント - 兵庫県西宮市鳴尾浜2丁目1-18
  - 尼崎プラント - 兵庫県尼崎市西向島町111

- エンジニアリングカンパニー - 兵庫県尼崎市西向島町111

## 国内関係会社
- 山村ロジスティクス - 輸送・保管・構内作業・人材派遣
- 山村製壜所 - ガラスびん製造販売
- 星硝 - ガラスびん・日用品の仕入れ、販売
- 山村フォトニクス - ガラス・ガラスセラミック製品の製造、販売
- 山村倉庫 - 製造請負・輸送・保管・構内作業
- 日硝精機 - 金型製造販売

## 海外関係会社
- サンミゲル山村アジア・コーポレーション（フィリピン）- ガラスびん製造販売
- サンミゲル山村パッケージング・コーポレーション（フィリピン）- フィリピン国内における包装容器製造販売
- サンミゲル山村パッケージング・インターナショナル（英領バージン諸島）- フィリピン国外における包装容器製造販売
- 山村ウタマ・インドプラス社（インドネシア）- PETボトルのキャップ等の製造販売
- 山村インターナショナル・タイランド社（タイ）- 包装材料の仕入販売
- 展誠（蘇州）塑料製品有限公司（中国）- 飲料用PETボトルのキャップの製造販売
- 秦皇島方圓包装玻璃有限公司（中国）- ガラスびん製造販売
- 山硝(上海)商貿有限公司（中国）- 包装材料、機械設備などの仕入販売
- 山村香港有限公司（香港）- 持株会社